# Phestilla
Phestilla Bergh, 1874 è un genere di molluschi nudibranchi della famiglia Trinchesiidae.

## Tassonomia
Il genere comprende le seguenti specie:
- Phestilla chaetopterana (Ekimova, Deart & Schepetov, 2017)
- Phestilla lugubris (Bergh, 1870)
- Phestilla melanobrachia Bergh, 1874 - specie tipo
- Phestilla minor Rudman, 1981
- Phestilla panamica Rudman, 1982
- Phestilla poritophages (Rudman, 1979)
- Phestilla sibogae Bergh, 1905
- Phestilla subodiosa A. Wang, Conti-Jerpe, J.L. Richards & D.M. Baker, 2020
- Phestilla viei Mehrotra, Caballer & Chavanich, 2020